# Arminia Bielefeld/Saison 1972/73
Dieser Artikel beschreibt den Verlauf der Saison 1972/73 von Arminia Bielefeld. Arminia Bielefeld trat in der Saison in der Regionalliga West an und belegte am Saisonende den elften Platz. Für den DFB-Pokal 1972/73 war der Verein nicht qualifiziert. Im Westdeutschen Pokal erreichten die Bielefelder die dritte Runde und im während der Olympischen Sommerspiele in München ausgetragenen DFB-Ligapokal das Viertelfinale.

## Personalien

### Kader
Der Name des Mannschaftskapitäns ist nicht bekannt.
| Gerd Siese     |
| Herbert Talbot |

| Heinz Bonn      |
| Georg Damjanoff |
| Jürgen Gelsdorf |
| Volker Klein    |
| Dieter Schulz   |
| Georg Stürz     |

| Dieter Brei            |
| Karl-Heinz Brücken     |
| Manfred Hildebrandt    |
| Diethelm Hoffmann      |
| Gerd Knoth             |
| Wolfgang Mittendorf    |
| Hans-Günter Wischmeyer |
| Hans-Jürgen Wloka      |

| Gerd Kasperski       |
| Hans-Jürgen Kurrat   |
| Norbert Leopoldseder |
| Rüdiger Neumann      |
| Dieter Pries         |
| Roland Stegmayer     |
| Bernd Wehmeyer       |
| Peter Wloka          |

### Transfers zur Saison 1972/73
| Zugänge | Abgänge |
| Sommerpause 1972 | Sommerpause 1972 |
| --- | --- |
| - Jürgen Gelsdorf (MSV Duisburg) - Manfred Hildebrandt (eigene Jugend) - Diethelm Hoffmann (Preußen Münster Jugend) - Rüdiger Neumann (eigene Jugend) - Dieter Pries (SV Ennigloh 09) - Herbert Talbot (FC Brunnen) - Hans-Günter Wischmeyer (eigene Amateure) - Hans-Jürgen Wloka (Borussia Mönchengladbach) - Peter Wloka (Borussia Mönchengladbach) | - Ulrich Braun (DJK Gütersloh) - Dieter Burdenski (Werder Bremen) - Jürgen Jendrossek (SG Wattenscheid 09) - Gerd Kohl (TSG Harsewinkel) - Rolf Kosmann (eigene Amateure) - Ernst Kuster (VfL Schildesche, Trainer) - Peter Loof (FC Winterslag) - Harald Nickel (KV Turnhout) - Gerd Roggensack (DJK Gütersloh) - Waldemar Slomiany (gesperrt) - Horst Wenzel (FSV Frankfurt) |
| Während der Saison 1972/73 | |
| - Heinz Bonn (Hamburger SV) - Hans-Jürgen Kurrat (DJK Gütersloh) | - Dieter Brei (Fortuna Düsseldorf) - Karl-Heinz Brücken (Borussia Dortmund) - Gerd Knoth (SC Fortuna Köln) - Roland Stegmayer (Hannover 96) |

### Funktionäre und Trainer Saison 1972/73
| Funktion        | Name                                                |
| --------------- | --------------------------------------------------- |
| Cheftrainer     | Jan Notermans (bis 30. September 1972)              |
| Interimstrainer | Willi Nolting (1. Oktober 1972 bis 31. Januar 1973) |
| Cheftrainer     | Norbert Lessle (ab 1. Februar 1973)                 |

## Saison
Alle Ergebnisse aus Sicht von Arminia Bielefeld. Grün unterlegte Ergebnisse kennzeichnen einen Sieg, rot unterlegte eine Niederlage und gelb unterlegte ein Unentschieden.

### Regionalliga West
| ST | Datum              | Gegner                  | Ort      | Ergebnis | Tor(e) für Arminia                         |
| -- | ------------------ | ----------------------- | -------- | -------- | ------------------------------------------ |
| 1  | 30. Juli 1972      | Bayer 04 Leverkusen     | Auswärts | 3:1      | H.J. Wloka (2), Kasperski                  |
| 2  | 5. August 1972     | Bayer Uerdingen         | Heim     | 1:1      | Brücken                                    |
| 3  | 13. August 1972    | Westfalia Herne         | Auswärts | 0:3      |                                            |
| 4  | 19. August 1972    | Lüner SV                | Heim     | 1:1      | Brücken                                    |
| 5  | 17. September 1972 | SC Fortuna Köln         | Auswärts | 1:5      | Knoth                                      |
| 6  | 23. September 1972 | SG Wattenscheid 09      | Heim     | 2:2      | Gelsdorf, Knoth                            |
| 7  | 1. Oktober 1972    | 1. FC Mülheim           | Auswärts | 1:2      | Brücken                                    |
| 8  | 8. Oktober 1972    | Rot-Weiss Essen         | Heim     | 1:3      | Brei                                       |
| 9  | 15. Oktober 1972   | SVA Gütersloh           | Auswärts | 1:1      | Stürz                                      |
| 10 | 21. Oktober 1972   | Alemannia Aachen        | Heim     | 4:4      | Brei, Kasperski, Knoth, H.J. Wloka         |
| 11 | 29. Oktober 1972   | Sportfreunde Siegen     | Heim     | 2:3      | Brücken (2)                                |
| 12 | 5. November 1972   | SpVgg Erkenschwick      | Auswärts | 1:4      | Wehmeyer                                   |
| 13 | 12. November 1972  | Preußen Münster         | Heim     | 5:1      | Brücken (2), Damjanoff, Wehmeyer, P. Wloka |
| 14 | 19. November 1972  | Eintracht Gelsenkirchen | Auswärts | 2:1      | Brücken, Kasperski                         |
| 15 | 25. November 1972  | Borussia Dortmund       | Heim     | 2:2      | Brei, Damjanoff                            |
| 16 | 3. Dezember 1972   | Schwarz-Weiß Essen      | Auswärts | 1:2      | Brei                                       |
| 17 | 16. Dezember 1972  | DJK Gütersloh           | Heim     | 3:1      | Brei (3)                                   |
| 18 | 6. Januar 1973     | Bayer 04 Leverkusen     | Heim     | 1:0      | Kurrat                                     |
| 19 | 14. Januar 1973    | Bayer Uerdingen         | Auswärts | 0:5      |                                            |
| 20 | 20. Januar 1973    | Westfalia Herne         | Heim     | 2:1      | Kurrat, Pries                              |
| 21 | 28. Januar 1973    | Lüner SV                | Auswärts | 0:0      |                                            |
| 22 | 4. Februar 1973    | SC Fortuna Köln         | Heim     | 0:4      |                                            |
| 23 | 11. Februar 1973   | SG Wattenscheid 09      | Auswärts | 1:3      | P. Wloka                                   |
| 24 | 17. Februar 1973   | 1. FC Mülheim           | Heim     | 0:3      |                                            |
| 25 | 25. Februar 1973   | Rot-Weiss Essen         | Auswärts | 0:2      |                                            |
| 26 | 10. März 1973      | SVA Gütersloh           | Heim     | 1:1      | Kasperski                                  |
| 27 | 17. März 1973      | Alemannia Aachen        | Auswärts | 0:4      |                                            |
| 28 | 25. März 1973      | Sportfreunde Siegen     | Auswärts | 2:2      | Pries (2)                                  |
| 29 | 1. April 1973      | SpVgg Erkenschwick      | Heim     | 1:0      | Kurrat                                     |
| 30 | 8. April 1973      | Preußen Münster         | Auswärts | 0:0      |                                            |
| 31 | 23. April 1973     | Eintracht Gelsenkirchen | Heim     | 1:0      | Damjanoff                                  |
| 32 | 29. April 1973     | Borussia Dortmund       | Auswärts | 1:1      | Leopoldseder                               |
| 33 | 6. Mai 1973        | Schwarz-Weiß Essen      | Heim     | 3:1      | Gelsdorf, Pries, H.J. Wloka                |
| 34 | 13. Juni 1973      | DJK Gütersloh           | Auswärts | 2:2      | Damjanoff, Pries                           |

### Westdeutscher Pokal
| Runde | Datum             | Gegner             | Ort      | Ergebnis  | Tor(e) für Arminia |
| ----- | ----------------- | ------------------ | -------- | --------- | ------------------ |
| 1     | –                 | Freilos            | –        | –:–       |                    |
| 2     | 26. August 1972   | TSV Marl-Hüls      | Auswärts | 2:0       | unbekannt          |
| 3     | 3. September 1972 | SpVgg Erkenschwick | Auswärts | 0:0 n. V. | unbekannt          |
| 3     | 6. September 1972 | SpVgg Erkenschwick | Heim     | 0:2       | unbekannt          |

### Ligapokal
| Runde | Datum            | Gegner                   | Ort      | Ergebnis | Tor(e) für Arminia                           |
| ----- | ---------------- | ------------------------ | -------- | -------- | -------------------------------------------- |
| GR    | 26. Juli 1972    | VfL Osnabrück            | Auswärts | 2:1      | Brücken, Graul                               |
| GR    | 2. August 1972   | Borussia Dortmund        | Heim     | 0:0      |                                              |
| GR    | 9. August 1972   | Werder Bremen            | Auswärts | 1:1      | Brücken                                      |
| GR    | 16. August 1972  | Werder Bremen            | Heim     | 6:1      | Damnjanoff (3), Brücken, Knoth, Leopoldseder |
| GR    | 23. August 1972  | Borussia Dortmund        | Auswärts | 2:2      | Knoth, H.J. Wloka                            |
| GR    | 30. August 1972  | VfL Osnabrück            | Auswärts | 3:2      | Damjanoff (3)                                |
| VF    | 11. Oktober 1972 | Borussia Mönchengladbach | Heim     | 0:3      |                                              |
| VF    | 16. Januar 1973  | Borussia Mönchengladbach | Auswärts | 3:9      | Kurrat (2), Pries                            |

## Statistiken

### Spielerstatistiken
Daten über vergebene Gelbe Karten liegen nicht vor.
| Spieler                | Regionalliga | Regionalliga | Regionalliga | Regionalliga | Ligapokal | Ligapokal | Ligapokal   | Ligapokal  | Total    | Total | Total       | Total      |
| Spieler                | Einsätze     | Tore         | Gelbe Karte  | Rote Karte   | Einsätze  | Tore      | Gelbe Karte | Rote Karte | Einsätze | Tore  | Gelbe Karte | Rote Karte |
| ---------------------- | ------------ | ------------ | ------------ | ------------ | --------- | --------- | ----------- | ---------- | -------- | ----- | ----------- | ---------- |
| Heinz Bonn             | 0            | 0            | 0            | 0            | 1         | 0         | 0           | 0          | 1        | 0     | 0           | 0          |
| Dieter Brei            | 16           | 7            | 0            | 0            | 4         | 0         | 0           | 0          | 20       | 7     | 0           | 0          |
| Karl-Heinz Brücken     | 14           | 8            | 0            | 0            | 6         | 3         | 0           | 0          | 20       | 11    | 0           | 0          |
| Georg Damjanoff        | 24           | 4            | 0            | 0            | 7         | 6         | 0           | 0          | 31       | 10    | 0           | 0          |
| Jürgen Gelsdorf        | 28           | 2            | 0            | 0            | 6         | 0         | 0           | 0          | 34       | 2     | 0           | 0          |
| Manfred Hildebrandt    | 12           | 0            | 0            | 0            | 0         | 0         | 0           | 0          | 12       | 0     | 0           | 0          |
| Diethelm Hoffmann      | 7            | 0            | 0            | 0            | 5         | 0         | 0           | 0          | 12       | 0     | 0           | 0          |
| Gerd Kasperski         | 26           | 5            | 0            | 0            | 6         | 0         | 0           | 0          | 32       | 5     | 0           | 0          |
| Volker Klein           | 3            | 0            | 0            | 0            | 4         | 0         | 0           | 0          | 7        | 0     | 0           | 0          |
| Gerd Knoth             | 12           | 3            | 0            | 0            | 7         | 2         | 0           | 0          | 19       | 5     | 0           | 0          |
| Hans-Jürgen Kurrat     | 12           | 3            | 0            | 0            | 1         | 2         | 0           | 0          | 13       | 5     | 0           | 0          |
| Norbert Leopoldseder   | 32           | 1            | 0            | 0            | 8         | 1         | 0           | 0          | 40       | 2     | 0           | 0          |
| Wolfgang Mittendorf    | 32           | 0            | 0            | 0            | 7         | 0         | 0           | 0          | 39       | 0     | 0           | 0          |
| Rüdiger Neumann        | 3            | 0            | 0            | 0            | 0         | 0         | 0           | 0          | 3        | 0     | 0           | 0          |
| Dieter Pries           | 19           | 5            | 0            | 0            | 5         | 1         | 0           | 0          | 24       | 6     | 0           | 0          |
| Dieter Schulz          | 19           | 0            | 0            | 0            | 0         | 0         | 0           | 0          | 19       | 0     | 0           | 0          |
| Gerd Siese             | 34           | 0            | 0            | 0            | 8         | 0         | 0           | 0          | 42       | 0     | 0           | 0          |
| Roland Stegmayer       | 8            | 0            | 0            | 0            | 6         | 0         | 0           | 0          | 14       | 0     | 0           | 0          |
| Georg Stürz            | 29           | 1            | 0            | 0            | 7         | 0         | 0           | 0          | 36       | 1     | 0           | 0          |
| Herbert Talbot         | 0            | 0            | 0            | 0            | 0         | 0         | 0           | 0          | 0        | 0     | 0           | 0          |
| Bernd Wehmeyer         | 28           | 2            | 0            | 0            | 4         | 0         | 0           | 0          | 32       | 2     | 0           | 0          |
| Hans-Günter Wischmeyer | 1            | 0            | 0            | 0            | 0         | 0         | 0           | 0          | 1        | 0     | 0           | 0          |
| Hans-Jürgen Wloka      | 30           | 4            | 0            | 0            | 5         | 1         | 0           | 0          | 35       | 5     | 0           | 0          |
| Peter Wloka            | 27           | 2            | 0            | 0            | 3         | 0         | 0           | 0          | 30       | 2     | 0           | 0          |

### Zuschauer
Arminia Bielefeld begrüßte zu seinen 17 Heimspielen insgesamt 140.500 Zuschauer, was einem Schnitt von 8265 entspricht. Damit belegte Arminia Bielefeld Platz vier in der Zuschauertabelle. Den Zuschauerrekord gab mit 16.000 gegen Borussia Dortmund, während nur 4000 Zuschauer das Spiel gegen die SpVgg Erkenschwick sehen wollten.